# Voci d'oro
Voci d'oro (קולות רקע) è un film del 2019 diretto da Evgeny Ruman.
Caduta la cortina di ferro, un gran numero di ebrei dell'Unione Sovietica lascia il paese per raggiungere Israele. Fra questi ci sono Victor e Raya, una vita passata a fare i doppiatori, e ora costretti a ricostruirsi una nuova vita.

## Trama
Victor e Raya, coppia di russi ebrei ultrasessantenni che hanno lavorato per decenni in Unione Sovietica come doppiatori, nel 1990 si trasferiscono a Gerusalemme.
La comunità di lingua russa è molto numerosa e ben integrata, ma sostenersi in un nuovo paese è difficile, soprattutto avendo una certa età e competenze poco spendibili. Raya trova un ingaggio come telefonista di una linea erotica, dunque in effetti ha la possibilità di lavorare grazie alla propria voce. Superata la vergogna, capendo di non avere molte alternative, accetta lo strano lavoro, dicendo però al marito che è impiegata in un servizio di vendita di profumi a distanza.
Lui trova solo un impiego molto modesto e stancante, così quando scopre che una videoteca noleggia copie di film piratati a immigrati russi con doppiaggi sovrimpressi alla buona, vede una possibilità di riemergere nella sua professione, sia pure in una forma molto particolare. L'attività illegale viene però scoperta e i responsabili arrestati, con Victor che è graziato perché l'esercente che ha denunciato, in realtà, lo vuole coinvolgere in un altro progetto: si tratterebbe di doppiare direttamente in sala film di prima visione per i tanti spettatori russi.
Quando Victor scopre la vera attività di Raya, è indispettito al punto da rompere. Ma è lei ad avere ancora più ragioni per separarsi, avendo sopportato sin troppo l'egocentrismo del marito, e così lascia il loro appartamento e va a vivere dalla titolare della linea erotica, di cui è diventata amica.
Grazie al successo nella sua attività, Raya fa innamorare di sé Gera, un uomo con il proprio matrimonio in crisi. Questi le dà un appuntamento per conoscerla e lei, per curiosità, va per vederlo dandogli però buca. I due poi si incrociano e lei lo approccia passando un bellissimo pomeriggio al termine del quale Gera crede che lei sia un'amica della donna della cui voce si è innamorato. Lei allora rompe gli indugi e si svela, forzando i tempi di un sogno romantico che così muore sul nascere.
Quando un allarme missilistico getta nel panico la popolazione israeliana, Victor ha il solo pensiero di portare la maschera antigas alla sua Raya, che non l'aveva presa con sé nel trasloco. Dopo aver girovagato la trova ad assistere al film che, con una prova fallimentare, viene proiettato proprio nella sala in cui Victor ha avviato l'esperimento con l'esercente che vuole riempire i cinema di russi immigrati.
I due, ritrovatisi, capiscono quanto l'uno valga per l'altra, e si ripropongono di cambiare lavoro e lasciare l'appartamento per ricominciare di nuovo da zero, insieme.

## Accoglienza

### Critica
Facendo leva sull'esperienza delle proprie famiglie, Ruman e Berkovich hanno descritto una storia di immigrazione che pur descrivendo una particolare situazione, quella degli ebrei russi in Israele che è stata oggetto di molte altre opere televisive e cinematografiche per lo più in forma di commedia, ha la capacità di raccontare una storia universale di immigrazione che può descrivere benissimo quanto avviene a chiunque si trovi in un nuovo paese in cui si parli un'altra lingua e ci si trovi inevitabilmente ad affrontare difficoltà oggettive che portano a fare domande su sé stessi.

## Riconoscimenti
- Premi Ophir
  - Candidatura per la Miglior attrice a Maria Belkina
  - Candidatura per il Miglior attore non protagonista a Evelin Hagoel
  - Candidatura per la Miglior scenografia a Sandra Gutman
  - Candidatura per i Migliori costumi a Rona Doron